# Sachsendorf (Brandenburg)
Sachsendorf is een dorp in de gemeente Lindendorf in de Duitse deelstaat Brandenburg. Het maakt deel uit van het Landkreis Märkisch-Oderland. Sachsendorf telt 506 inwoners.

## Geschiedenis
Sachsendorf werd in 1365 nog Sassendorf genoemd. Hier bevond zich een havezate (Duits: Rittergut), waar het huidige 'Gutspark' aan herinnert. In de jaren 1860 was hier een suikerfabriek. Aan het eind van de Tweede Wereldoorlog werd Sachsendorf voor 90% vernietigd. De bakstenen dorpskerk is na 1945 herbouwd op de natuurstenen resten van de oorspronkelijke kerk die dateerde uit de middeleeuwen.
In 1946 hebben zich hier ruim 50 Dobroedzja-Duitsers (Volksduitsers uit Dobroedzja) uit Roemenië gevestigd.

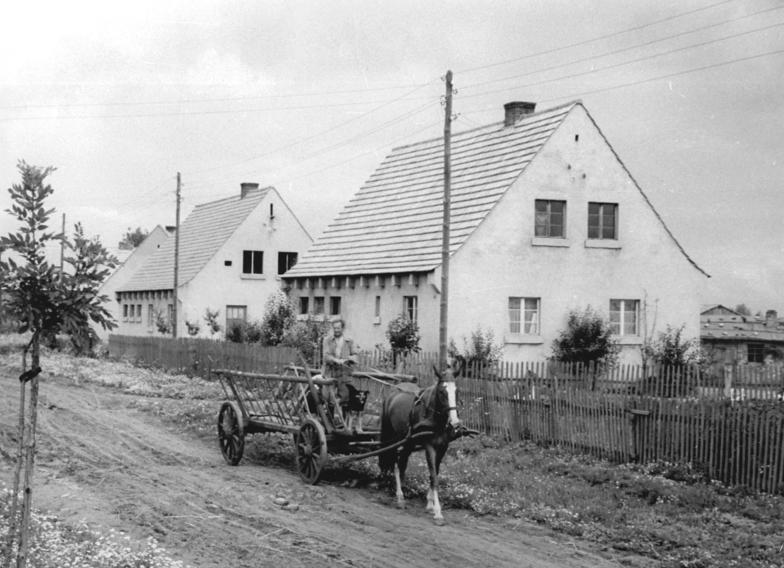
Huizen in Sachsendorf 1955
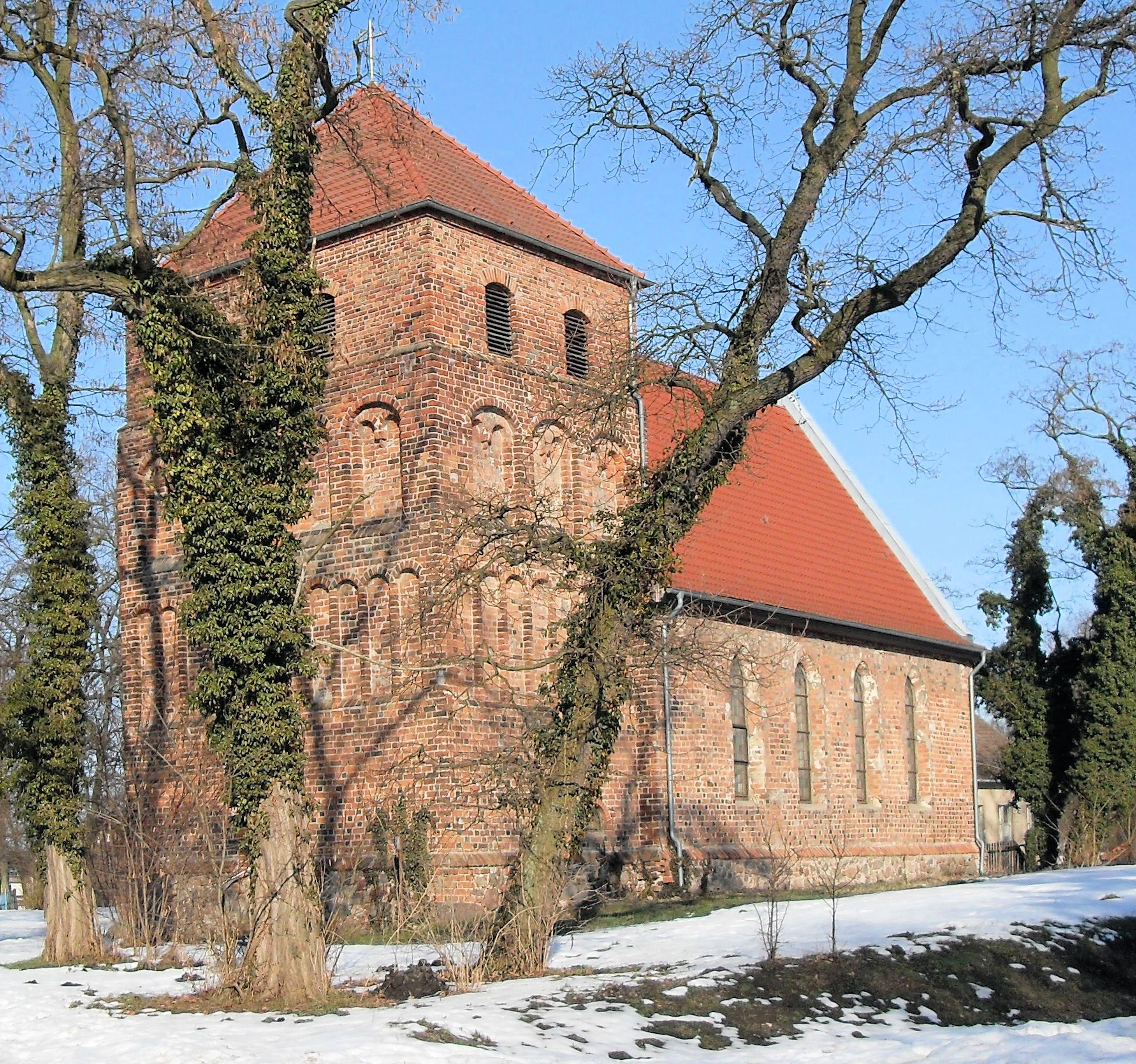
Kerk van Sachsendorf

## Bevolking
| Jaar     | 1875 | 1890 | 1910 | 1925 | 1933 | 1946 | 1993 | 2000 | 2008 |
| -------- | ---- | ---- | ---- | ---- | ---- | ---- | ---- | ---- | ---- |
| Inwoners | 1402 | 1103 | 869  | 1051 | 840  | 827  | 495  | 560  | 506  |

## Sport en recreatie
Door deze plaats loopt de Europese wandelroute E11. De E11 loopt van Den Haag naar het oosten, op dit moment de grens Polen/Litouwen. De route komt vanuit het noordwesten vanaf Seelow en vervolgt naar Rathstock.